# حزب الدفاع الوطني
حزب الدفاع الوطني هو حزب فلسطيني تأسس في ديسمبر 1934 برئاسة راغب النشاشيبي وهو حزب معارض في مرحلة الانتداب البريطاني.
تكونت هيئته المركزية من:
أسعد الشقيري -
سليمان طوقان -
عاصم السعيد -
عمر البيطار -
يعقوب نقولا فراج -
مغنم مغنم -
فخري النشاشيبي -
عيسى العيسى -
حسن صدقي الدجاني -
أحمد الشكعة -
يوسف هيكل -
عادل الشوا -
سعيد الكرمي.

## البرنامج السياسي
وضع الحزب في برنامجه جملة من الأمور أهمها:
- العمل على استقلال فلسطين.
- العمل على إنهاء الانتداب البريطاني عن البلاد وإقامة حكومة وطنية.
- المحافظة على عروبة فلسطين، ومقاومة إنشاء وطن قومي لليهود فيها.
- السعي لتقدم البلاد اقتصادياً وعلمياً واجتماعياً وزراعياً.[4]

في نهاية سنة 1937 إثر حل اللجنة العربية العليا، استغلت سلطات الانتداب نشاط حزب الدفاع فشكلت ما أطلق عليه “فصائل السلام” التي عملت بقيادة فخري النشاشيبي لضرب الثورة في البلاد.